# Platycnemis
Platycnemis Burmeister, 1839 è un genere di libellule appartenente alla famiglia Platycnemididae.

## Etimologia
Il nome del genere deriva dalle parole greche platus (πλατυς) = 'piatto' e cnernis (κνημη) = 'tibia'.

## Tassonomia
Il genere è composto dalle seguenti specie:

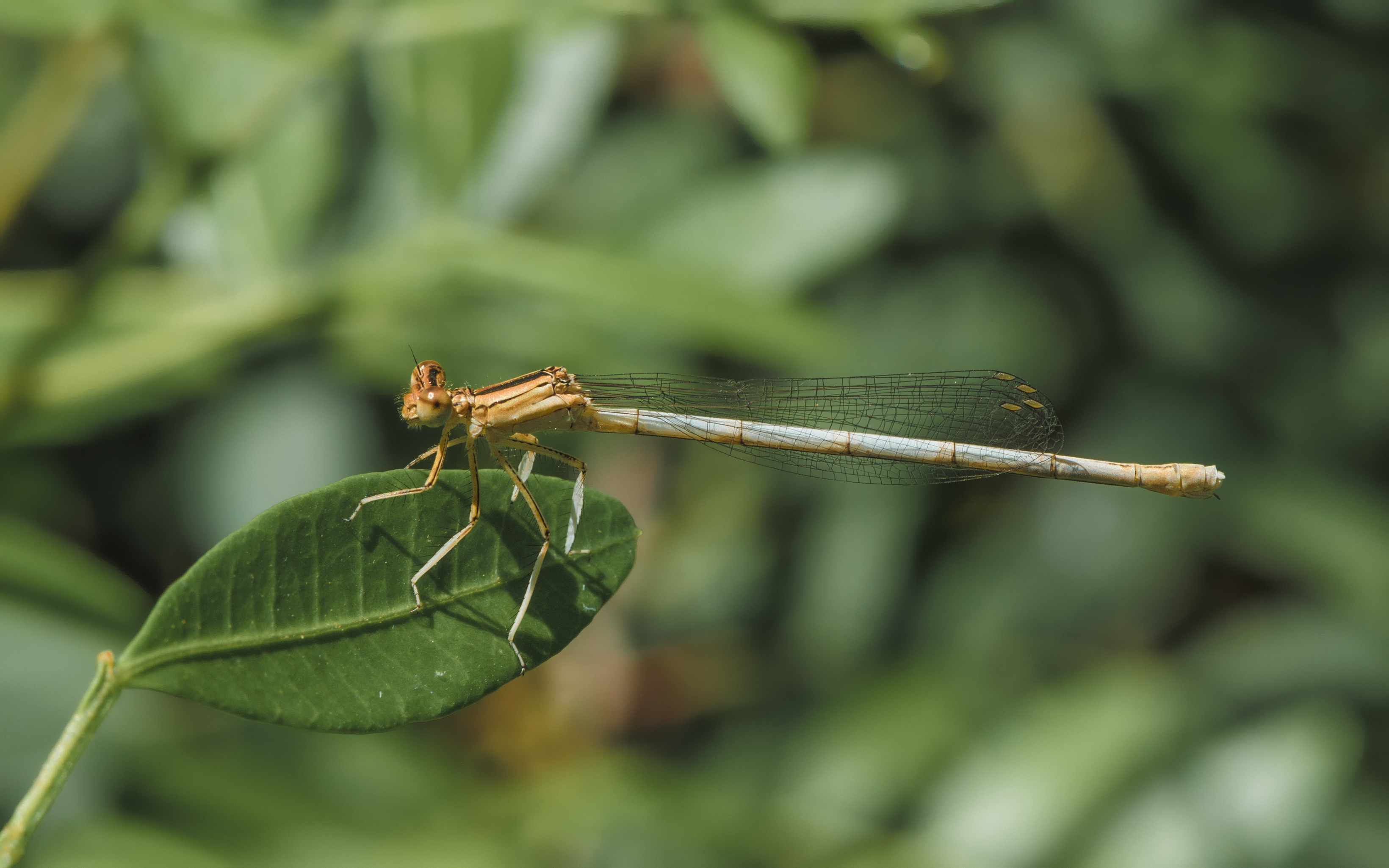
Platycnemis latipes

- Platycnemis acutipennis (Selys, 1841)
- Platycnemis dealbata (Selys, 1850)
- Platycnemis echigoana (Asahina, 1955)
- Platycnemis foliacea (Selys, 1886)
- Platycnemis foliosa (Navás, 1932)
- Platycnemis kervillei (Martin, 1909)
- Platycnemis latipes (Rambur, 1842)
- Platycnemis oedipus (von Eichwald, 1830)
- Platycnemis pennipes (Pallas, 1771)
- Platycnemis phasmovolans (Hämäläinen, 2003)
- Platycnemis phyllopoda (Djakonov, 1926)
- Platycnemis pierrati (Navás, 1935)
- Platycnemis pseudalatipes (Schmidt, 1951)
- Platycnemis subdilatata (Selys, 1849)